# Даики Нива
Даики Нива (јап. 丹羽 大輝; 16. јануар 1986) јапански је фудбалер.

## Каријера
Током каријере је играо за Гамба Осака, Ависпа Фукуока, Санфрече Хирошима, Токио и многе друге клубове.

## Репрезентација
За репрезентацију Јапана дебитовао је 2015. године. За тај тим је одиграо 2 утакмице.

## Статистика
| Јапан  | Јапан   | Јапан  |
| Година | Наступи | Голови |
| ------ | ------- | ------ |
| 2015.  | 2       | 0      |
| Укупно | 2       | 0      |